# Linde Sorgau

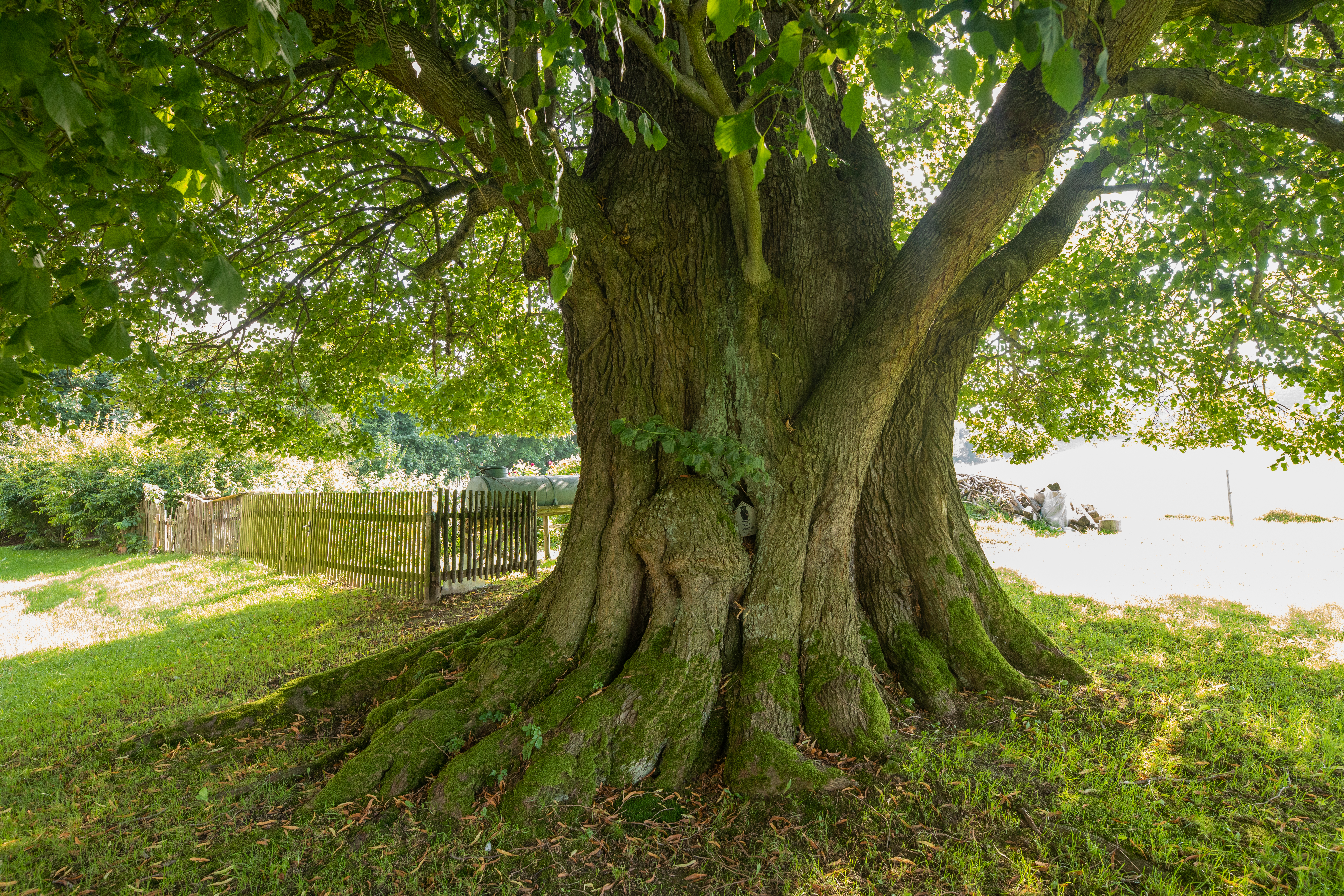
Sommerlinde September 2021

Die Linde Sorgau ist eine Sommerlinde mit einem Brusthöhenumfang von 9,13 Metern (Stand: 2014) im Ort Sorgau im sächsischen Erzgebirge. Der Baum steht in der Ortsmitte von Sorgau neben der Dorfstraße auf dem Gelände des Bauernhofs der Familie Mühl.
Gemäß Stadtkurier Pockau-Lengefeld vom 9. Januar 2016 ist die Krone des hohlen Baumes vor etwa 30 Jahren aus Sicherheitsgründen entfernt worden. Der Baum schlug aber wieder aus und lebte weiter.

## Einzelnachweise

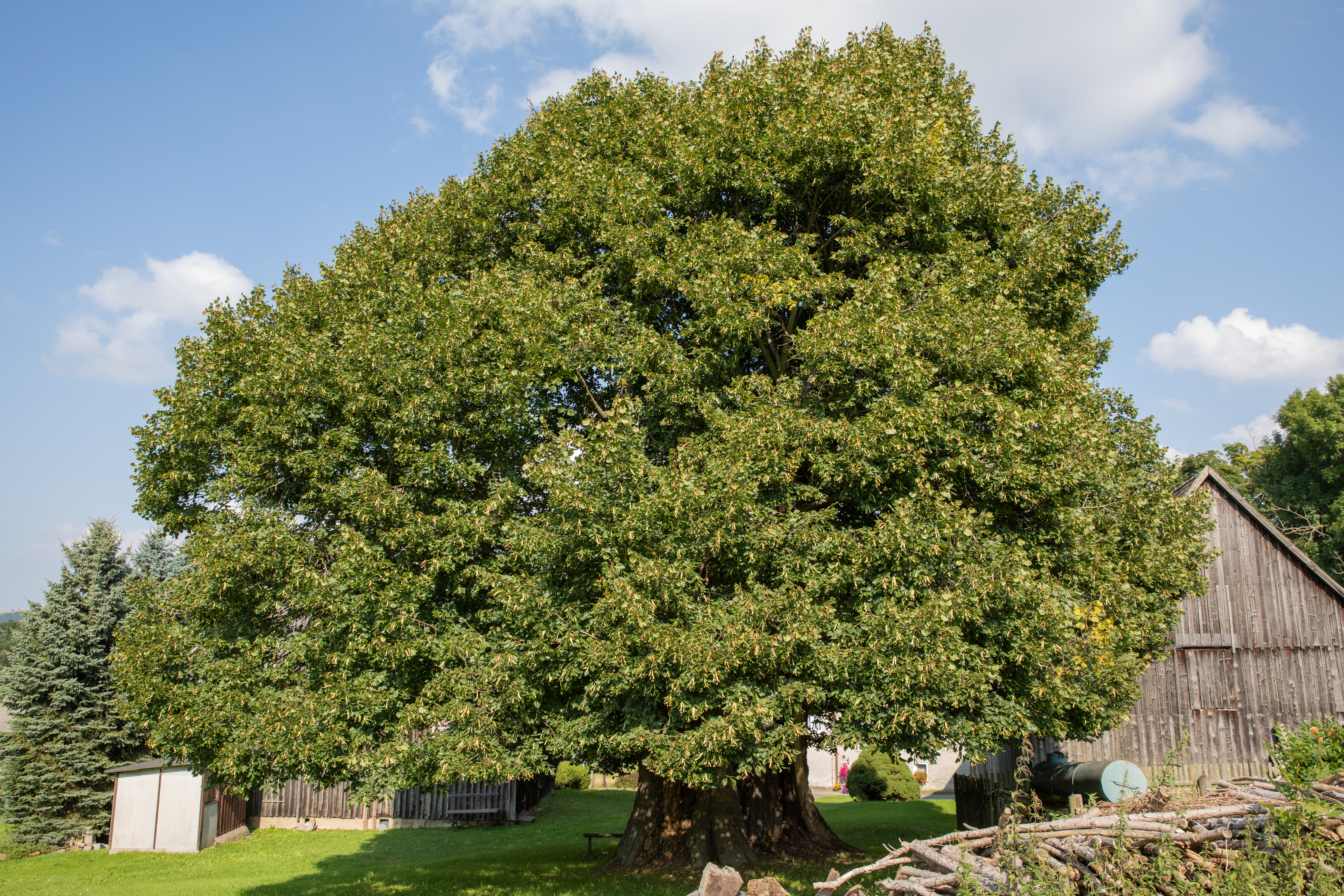
Linde September 2021

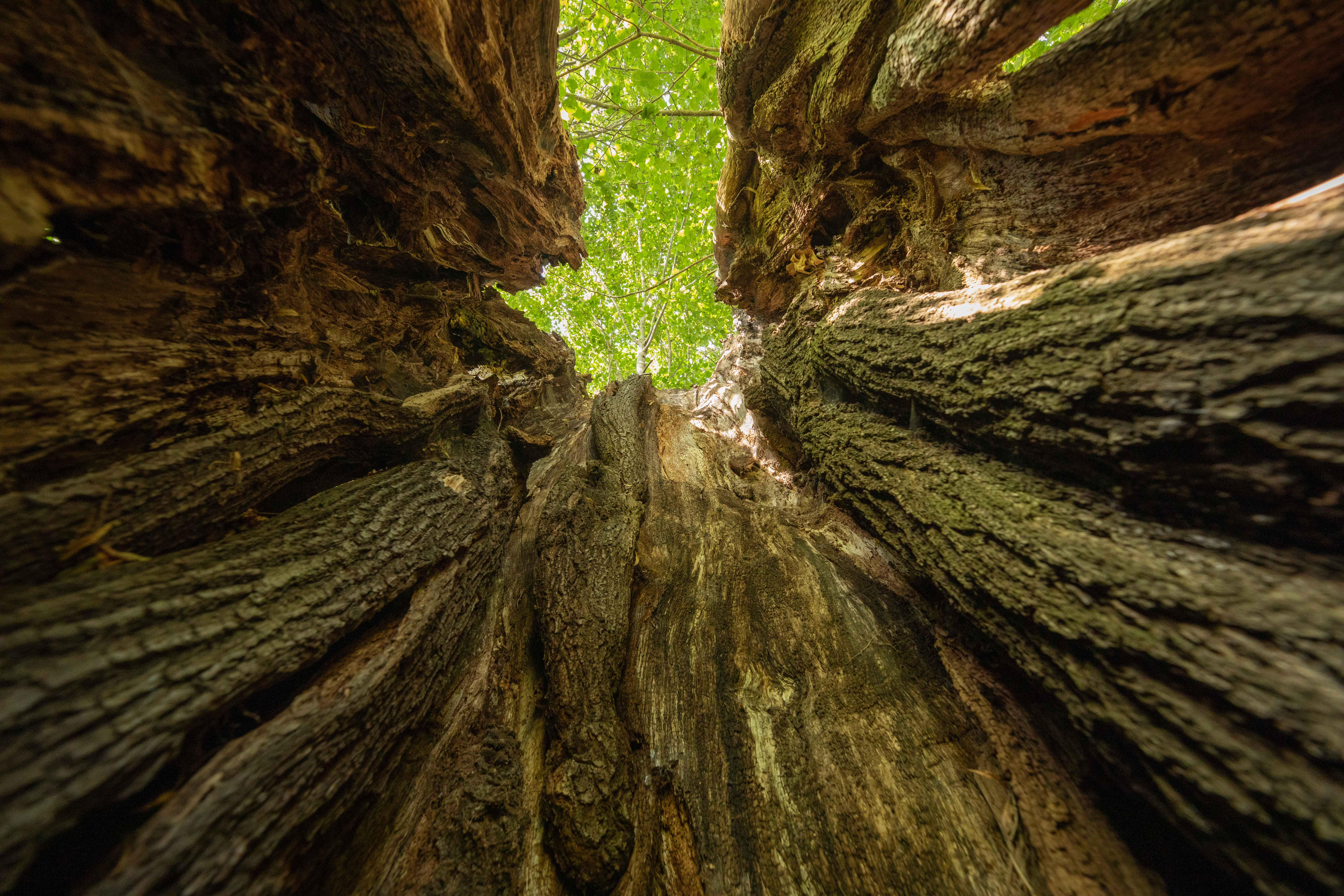
Das Innere der Linde September 2021

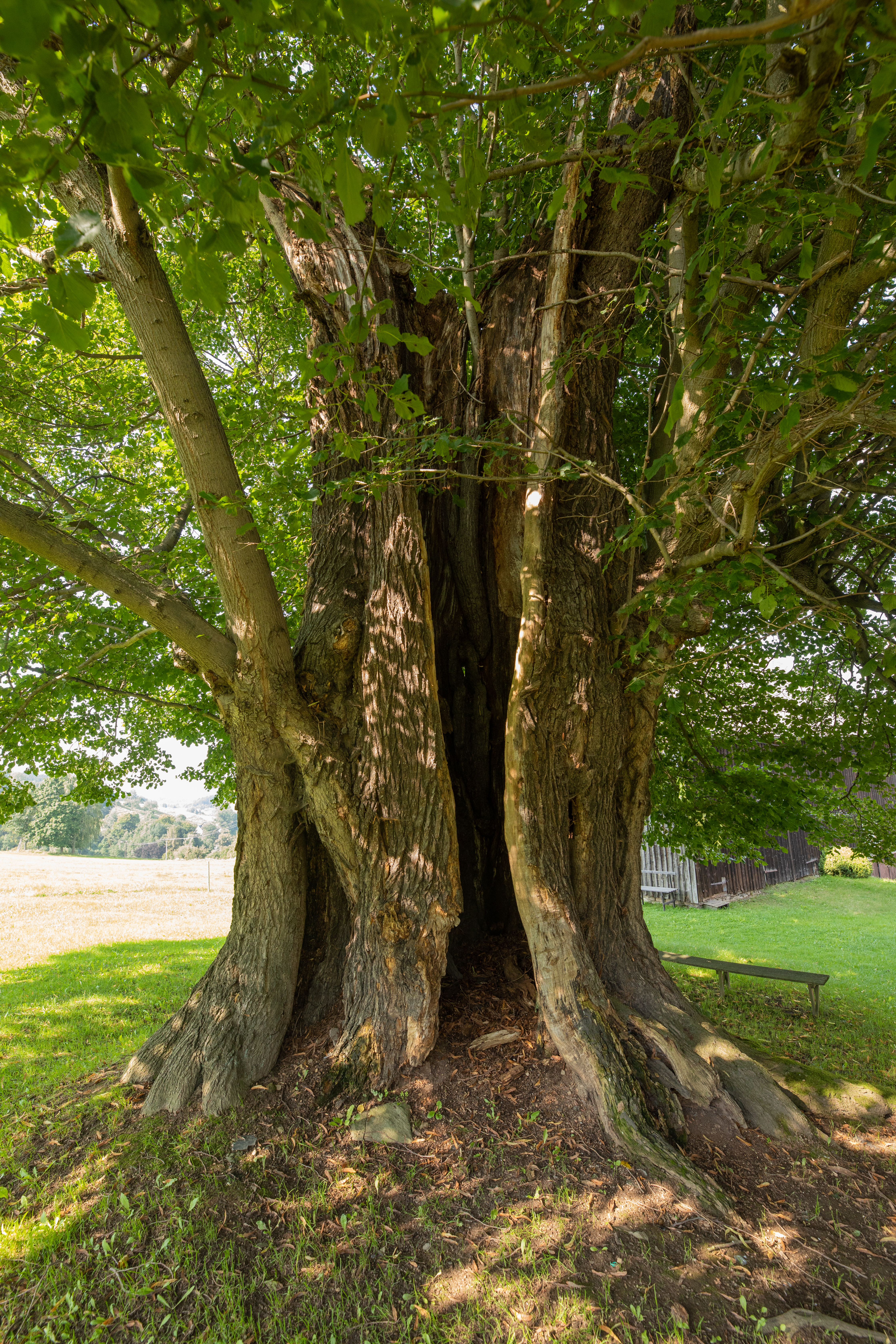
Linde September 2021